# Hbous
Hbous (arabe : حبوس ) est un village libanais (qui depend de la municipalité de Kornet Chehwan) situé dans le caza du Metn au Mont-Liban au Liban. La population est presque exclusivement chrétienne.